# HD141296
HD141296 — подвійна зоря. 
Ця подвійна система має видиму зоряну величину в смузі V приблизно 6,1.
Вона розташована на відстані близько 146,7 світлових років від Сонця.

## Подвійна зоря
Головна зоря цієї системи належить до хімічно пекулярних зір й має спектральний клас A6.
Інша компонента має спектральний клас Зорі спектрального класу .